# The Untouchable
The Untouchable - to czwarty solowy album Scarface’a. Album zadebiutował na pierwszym miejscu Listy Billboard 200. Album promuje singiel Smile z gościnnym udziałem 2paca, który został wydany wkrótce po jego śmierci.

## Lista utworów
1. "Intro"
2. "Untouchable" (featuring Roger Troutman)
3. "No Warning"
4. "Southside"
5. "Sunshine"
6. "Money Makes the World Go Round" (featuring Daz Dillinger, Devin the Dude and Big Mike)
7. "For Real"
8. "Ya' Money or Ya' Life"
9. "Mary Jane"
10. "Smile" (featuring 2pac and Johnny P.)
11. "Smartz" (featuring Devin the Dude)
12. "Faith"
13. "Game Over" (featuring Dr. Dre, Ice Cube and Too Short)
14. "Outro"

## Single
"Smile" (featuring 2pac and Johnny P.)